# Piaractus brachypomus

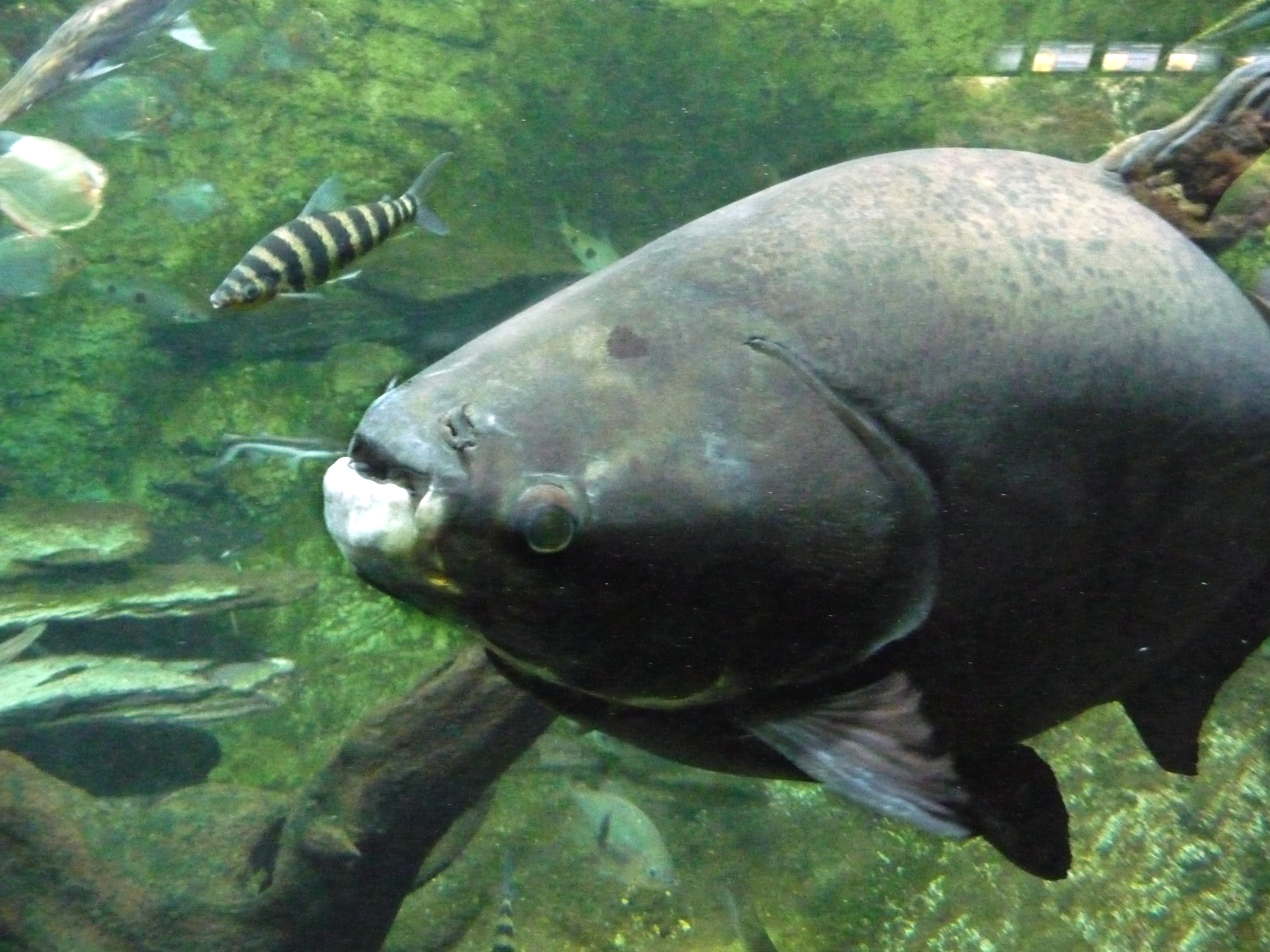
Vista frontal

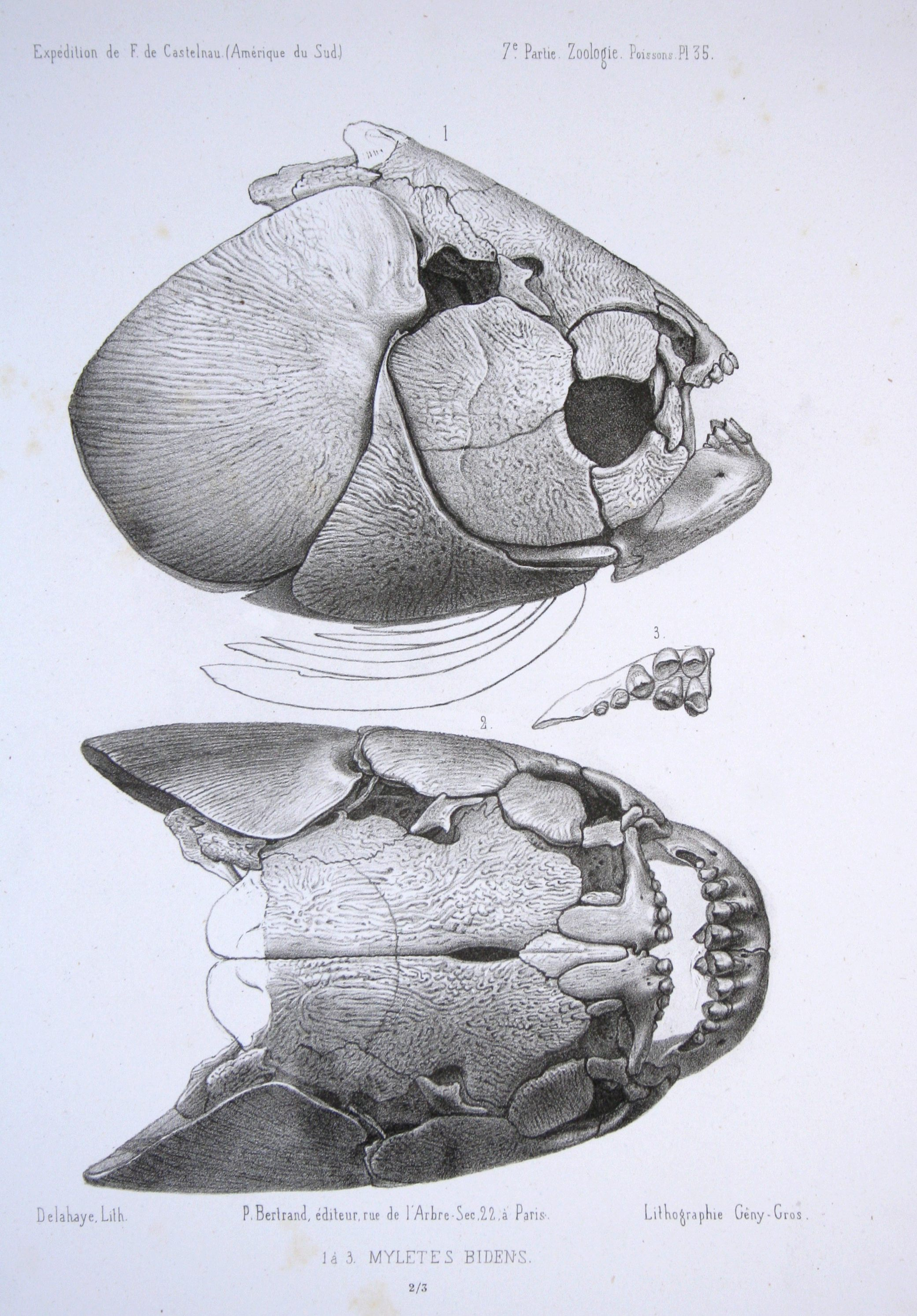

Piaractus brachypomus és una espècie de peix de la família dels caràcids i de l'ordre dels caraciformes.

## Morfologia
- Els mascles poden assolir 88 cm de llargària total i 25 kg de pes.[3][4]

## Alimentació
Menja insectes i plantes.

## Hàbitat
Viu en zones de clima tropical entre 23 °C - 28 °C de temperatura.

## Distribució geogràfica
Es troba a Sud-amèrica: Argentina i conques dels rius Amazones i Orinoco.

## Longevitat
Pot arribar a viure 28 anys.

## Interès gastronòmic
És consumit per les poblacions locals.

## Observacions
La seua dentadura pot causar greus mossegades als humans.